# Тамьяуа
Тамьяуа (исп. Tamiahua) — небольшой город и административный центр одноимённого муниципалитета в мексиканском штате Веракрус. Численность населения, по данным переписи 2010 года, составила 5 086 человек.